# Xacobeo-Galicia
Хасобео-Галисия (исп. Xacobeo Galicia) — бывшая профессиональная велошоссейная команда. Базировалась в Испании, принимала участие в Европейском туре UCI. 
Некоторое время совладельцем команды был бывший игрок сборной России по футболу Валерий Карпин.
Основана в 2007 году после того, как 4 из 9 профессиональных испанских велокоманд ушли из спорта. 
До 26 августа 2008 года команда называлась по фамилии владельца Карпин-Галисия (исп. Karpin-Galicia).
Генеральным менеджером был Родриго Родригес (исп. Rodrigo Rodriguez), ассистенты — Альваро Пино (спортивный директор), Хесус Вильяр и Хосе Анхель Видаль. 
Прекратила существование в 2010 году.

## Ссылки

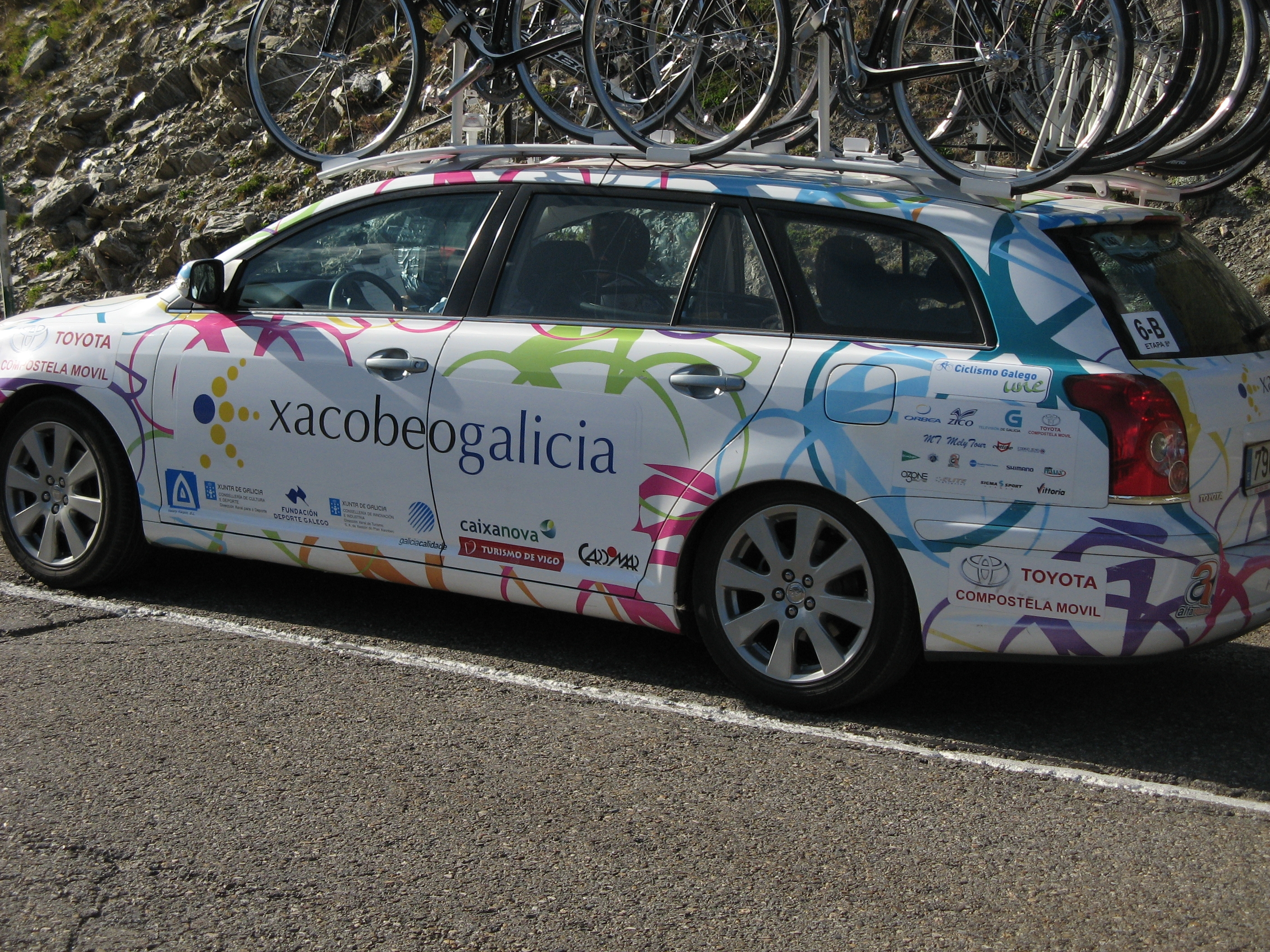
Машина техподдержки во время Вуэльты-2008

## Состав команды
В сезоне 2009 года
- Карлос Кастано
- Густаво Сесар Велосо
- Давид Гарсия Дапена
- Давид Эрреро
- Ибан Майос
- Эсекиль Москера
- Хуан Франсиско Мурон
- Иван Ранья
- Владимир Исайчев
- Эдуард Ворганов